# Пітер Годмен
Пітер Годмен (нім. Peter Godman, 1955, Окленд, Нова Зеландія) — історик-дослідник європейського латинського Середньовіччя та Нового Часу, історії Ватикану та Інквізиції; публіцист; професор університетів Тюбінгена та Римського університету La Sapienza.
Народився в Окленді, Нова Зеландія. Після доцентури в Оксфордському та Кембриджському університетах в 1989–2002 роках працював професором Тюбінгенського університету, а з 2002 року професором в університеті La Sapienza в Римі. Спеціалізується в середньовічній і сучасній інтелектуальній історії. 
Хоча Годмен в своїй анкеті в графі конфесійна приналежність вказав «невіруючий», йому одному з найперших істориків ще в 1996 році Ватикан дозволив доступ з науково-дослідних цілей до секретних архівів Святої Римської Інквізиції та до Індексу Конгрегації Librorum Prohibitorum, які пізніше в 2000 році були відкриті для інших дослідників. Пітер Гудман видав серію наукових книжок, заснованих на досі секретних джерелах архіву Ватикану з XVI до XX століття. Наукові праці Пітера Годмана були високо оцінені на міжнародному рівні. А книга «Таємна Інквізиція. З секретних архивів Ватикану» стала бестселером. Вона також була екранізована.

## Книги (вибірково)
- Paradoxes of Conscience in the High Middle Ages: Abelard, Heloise and the Archpoet. - Cambridge Univ. Pr., 2013. - 242 p. ISBN 1107412617
- The Saint as Censor: Robert Bellarmine Between Inquisition and Index. - Brill Academic Publ., 2012. ISBN 9789004115705
- Die geheimen Gutachten des Vatikan. Weltliteratur auf dem Index. - Marix Verlag, Wiesbaden, 2006. ISBN 3865390706 - 544 S.
- Hitler and the Vatican: the secret archives that reveal the complete story of the Nazis and the church. - N.-Y.: Free Pr., 2004. -282 p. ISBN 0743245970 // Der Vatikan und Hitler. - Knaur Verl., 2005. - 368 S.
- Paradoxes of Conscience in the High Middle Ages. - Cambridge Univ. Pr., 2004. ISBN 052151911X - 224 p.
- From Poliziano to Machiavelli: Florentine Humanism in the High Renaissance. -  Princeton Univ. Press, 1998. - 408 p. ISBN 0691017468
- The bishops, kings, and saints of York. - Oxford: Clarendon Press; New York: Oxford Univ.Pr., 1983. - 201p.

## Фільмографія
- The secret inquisition. -  Yury Winterberg; Jan Peter; Peter Godman; Zweites Deutsches Fernsehen.; Regina Ziegler Filmproduktion. / Germany : ZDF/Ziegler Film, ©2002 DVD-Video